# 石川清麻呂
石川 清麻呂（いしかわ の きよまろ）は、奈良時代の貴族。官位は従五位上・少納言。

## 経歴
称徳朝の神護景雲元年（767年）従五位下に叙爵し、中務少輔次いで員外少納言に任ぜられる。神護景雲3年（769年）讃岐介として地方官に転じる。
光仁朝の宝亀5年（774年）中務少輔に任ぜられ京官に復すが、宝亀7年（776年）従五位上・越前介に叙任され再び地方官に転じる。その後は、宝亀11年（780年）民部大輔、天応元年（781年）少納言と光仁朝末から桓武朝初頭にかけて再び京官を歴任している。

## 官歴
『続日本紀』による。
- 天平宝字5年（761年）頃：見内舎人[1]
- 時期不詳：正六位上
- 神護景雲元年（767年） 正月19日：従五位下。3月20日：中務少輔。12月9日：員外少納言。
- 神護景雲3年（769年） 5月9日：讃岐介
- 宝亀5年（774年） 9月4日：中務少輔
- 宝亀7年（776年） 正月7日：従五位上。3月6日：越前介
- 宝亀11年（780年） 3月17日：民部大輔
- 天応元年（781年） 5月25日：少納言